# Joseph Daurel
Joseph Daurel est un spécialiste d'horticulture et de viticulture français né à Agen le 8 octobre 1848 et mort à Carbon-Blanc le 18 septembre 1899. Avocat de formation, il rédige plusieurs traités sur l’arboriculture, l'horticulture et la viticulture, participant notamment à la lutte contre l'invasion du phylloxéra qui décime alors les vignes du sud-ouest.

## Biographie
Marie Pierre Joseph Daurel naît à Agen (Lot-et-Garonne) le 8 octobre 1848,,. Après des études de droit, il devient avocat au barreau de Bordeaux.
Il épouse en 1873 Marguerite Gérand, fille d'une famille de grainetiers, de sept ans sa cadette. Le couple aura neuf enfants,,. Joseph se convertit à l'horticulture en devenant producteur et marchand de graines.
Il devient en 1877 secrétaire général de la Société horticole et viticole de la Gironde fondée en 1839, puis en prend la présidence en 1885,.
C'est à ce titre qu'il organise en 1881 le grand congrès anti-phylloxérique de Bordeaux, et en rédige les conclusions. En 1886, il étudie les performances respectives des différents cépages d'origine américaine que des producteurs tentent d'acclimater dans le sud-ouest de la France pour résister aux ravages du phylloxéra,. Il synthétise ses travaux en 1892 dans une comparaison des caractéristiques des différents cépages, et notamment de leur vulnérabilité à l'insecte nuisible.
Il meurt subitement à Carbon-Blanc, près de Bordeaux, dans la propriété familiale du domaine de Salazard le 18 septembre 1899, à l'âge de 50 ans,,.

## Autres engagements
- Cofondateur du journal Le Nouvelliste de Bordeaux en 1882[16].
- Membre de la Société d'agriculture de la Gironde[8].
- Membre de la Société linnéenne de Bordeaux[8].
- Membre honoraire et correspondant de la Société des sciences, belles-lettres et arts d'Agen[8].
- Membre honoraire et correspondant de la Société nantaise d'horticulture[8].
- Membre honoraire et correspondant de la Société d'encouragement à l'agriculture de Lot-et-Garonne[8].

## Prix et distinctions

### Distinctions honorifiques
- Chevalier de l'ordre du Mérite agricole.

### Prix
- Grande médaille d'argent (1er prix) de la Société des agriculteurs de France pour son livre Des Plantes maraichères de grande culture et de la culture intercalaire dans les vignes[9].
- Grand prix agronomique de la Société des agriculteurs de France en 1887 pour son livre Quelques mots sur les vignes américaines[..]dans la région du Sud-Ouest[8].
- Médaille d'or de la Société d'horticulture de la Gironde en 1884 pour son livre Manuel pratique des jardins et des champs pour le Sud-Ouest de la France[9].

## Postérité
Son descendant Michel Daurel est en 2011 le président-directeur général de la graineterie familiale, actuellement Les Doigts verts.

## Ouvrages
Joseph Daurel a publié :
- De l'extension des privilèges et hypothèques, 1872 (OCLC 467873766).
- Résumé du Congrès international phylloxerique, 1881 (OCLC 457424539).
- Des Plantes maraichères de grande culture et de la culture intercalaire dans les vignes, 1883 (OCLC 457424482).
- Résumé du Congrès national viticole de Bordeaux, 30 août 1886 (OCLC 457424547).
- Quelques mots sur les vignes américaines, leur greffage, les producteurs directs dans la région du Sud-Ouest, étude pratique sur cet important moyen de reconstitution des vignobles, 1886, 1887, 1889 (OCLC 855986022, lire en ligne).
- Compte rendu de la 28eme session de la Société pomologique de France, tenue à Nantes le 20 septembre 1886, sous les auspices de la Société nantaise d'horticulture, Bordeaux, Imp. Victor Crespy, 1886.
- Compte rendu de la 29eme session de la Société pomologique de France, tenue à Lyon le 14 Septembre 1887, sous les auspices de la Société d'Horticulture pratique du Rhône, Bordeaux, Imp. R. Coussau et Coustalat, 1887.
- Éléments de viticulture, avec description des cépages les plus répandus, 1889, réédité en 1891, puis en 2012 (OCLC 854523355, lire en ligne)[18].
- Les raisins de cuve de la Gironde et du Sud-Ouest de la France : description et synonymie, 1892 (OCLC 495246851, lire en ligne)[19].
- avec L. de Malafosse et Adolphe Joseph de Mondenard, Exposition de sarments de vigne avec feuilles et raisins : organisée par le Comice agricole de l'arrondissement d'Agen pour servir à l'étude de la synonymie des cépages du Sud-Ouest : concours régional d'Agen, août-septembre 1896 (OCLC 690436570).
- avec Catros-Gérand, Manuel pratique des jardins et des champs pour le Sud-Ouest de la France : Description et culture des fleurs, légumes, fourrages, prairies, gazons, Bordeaux, Féret et fils, 1896 (3e édition) ; 1923 (5e édition), 400 p. (OCLC 457424472, lire en ligne).
- Traité pratique de viticulture : reconstitution des vignobles ; porte-greffes ; greffages ; culture et maladies de la vigne ; description des cépages français de cuve et de table, 1900 (2e édition) (OCLC 457424553, lire en ligne).